# Florin Piersic

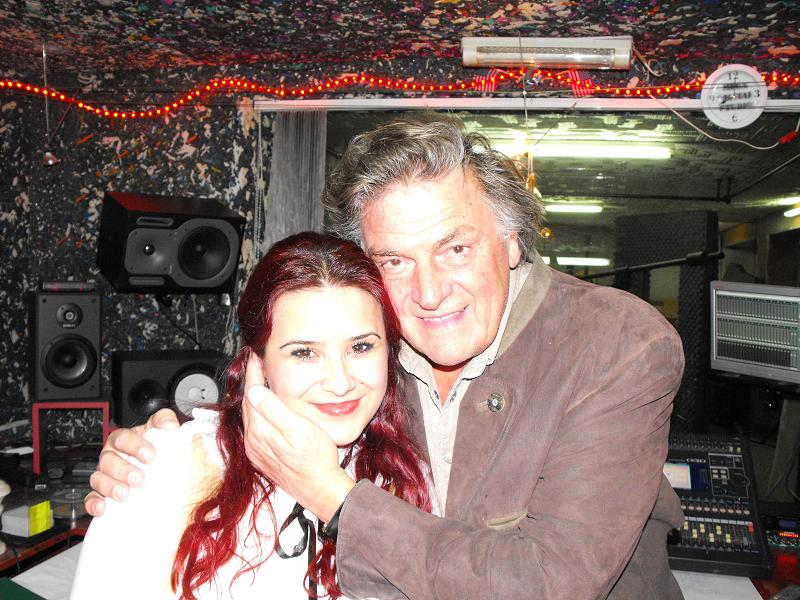
et Florin Piersic.

Florin Piersic (roumain : [floˈrin ˈpjersik]), né le 27 janvier 1936,,, à Cluj, Royaume de Roumanie, est un acteur roumain et une personnalité de la télévision. Il est particulièrement célèbre pour ses rôles principaux dans les films The White Moor (en) et Seria Mărgelatu. Il est naturalisé moldave.

## Biographie
Florin Piersic naît le 27 janvier 1936 à Cluj.
Ses parents sont originaires de la Bucovine, sa mère est née à Valea Seacă, et son père, Ștefan Piersic, un vétérinaire, est originaire de Corlata. Piersic passe son enfance à Corlata, Pojorâta et Cajvana, plus tard à Cernăuţi, puis sa famille déménage à Cluj, où Florin est diplômé du lycée pour garçons no 3.
Piersic fréquente l'université nationale d'art théâtral et cinématographique Ion Luca Caragiale à Bucarest. Il se joint à la distribution régulière du Théâtre national de Bucarest en 1959 et joue dans de nombreuses productions jusqu'à sa retraite en 1989. Son premier rôle est celui de Richard dans The Devil's Disciple.
En 1958, il fait ses débuts à l'écran dans la coproduction franco-roumaine Les Chardons du Bărăgan. Il apparait dans plus d'une quarantaine de films, la plupart d'entre eux à l'époque de Ceauşescu. Il incarne souvent des personnages héroïques et masculins. Plus récemment, il joue dans un feuilleton télévisé.
Piersic est marié trois fois : avec Tatiana Iekel (leur mariage dure de 1962 à 1974), avec qui il a un fils, Florin Jr ; avec Anna Széles (1975-1985), la mère d'un autre fils, Daniel ; et à partir de 1993, il est marié à Anna Török.
En 2006, il est élu à la 51e place sur la liste des 100 plus grands roumains. En 2008, il devient citoyen d'honneur d'Oradea. En 2009, il se voit décerner le prix de l'œuvre de toute une vie au Festival international du film de Transylvanie.

## Filmographie partielle
- 1957 – Les Chardons du Bărăgan
- 1961 – A Bomb Was Stolen
- 1965 – The White Moor (en)
- 1967 - Sept hommes et une garce de Bernard Borderie avec Jean Marais
- 1968 : Pour la conquête de Rome I (Kampf um Rom I - La calata dei Barbari) de Robert Siodmak : Witichis
- 1969 : Pour la conquête de Rome II (Kampf um Rom II - Der Verrat) de Robert Siodmak : Witichis
- 1968 – The Column (en)
- 1970 – Libération
- 1971 – Michel le Brave
- 1972 - La Révolte des haïdouks
- 1975 – Stephen the Great - Vaslui 1475 (en)
- 1977 - Cuibul salamandrelor (en)
- 2005 - Eminescu versus Eminem
- 2018 - Legalizati marijuana